# Beleg van Groenlo (1672)
Het Beleg van Grol in 1672 was een beleg van de vestingstad Grol, tegenwoordig Groenlo geheten, tijdens de Hollandse Oorlog, door de verenigde legers van Frankrijk, het Aartsbisdom Keulen, en het Bisdom Münster. Het beleg duurde drie dagen en eindigde in een overgave van de stad aan de belegeraars.

## Voorgeschiedenis
Na het geheime verdrag tussen Frankrijk, Engeland, het bisdom Münster en het Aartsbisdom Keulen tegen de Republiek der Nederlanden, konden Franse troepen ongemerkt de oostelijke Nederlanden aanvallen om zo het Franse gebiedsdeel uit te breiden. De Fransen namen Orsoy, Rheinberg, Büderich, Wezel, Rees en Emmerik in, Bernard von Galen, bisschop van Münster was op 1 juni 1672 de Republiek binnengevallen en nam binnen enkele dagen Ootmarsum, Oldenzaal, Enschede, Almelo, Goor, Delden, Diepenheim en Borculo in. De stad Grol was goed voorzien van proviand en had de beschikking over 22 kanonnen op nieuwe affuiten. In de stad waren gelegerd 10 compagnieën infanterie en 1 compagnie cavalerie, samen zeshonderd man sterk en onder leiding van Luitenant-Kolonel der infanterie Gustaff Tungel. Bovendien was de stad goed verdedigbaar door de aanwezigheid van een gracht en bolwerken, die onder andere tijdens het Beleg van Grol in 1627 hun dienst hadden bewezen. Van Galen had zijn leger in drie delen opgesplitst. Zij artillerie stond in Zwilbrock, paarden en ruiterij in Bentheim, de infanterie was verzameld in Coesfeld. In het Munsterse ontmoeten de geallieerde legers elkaar en gaan meteen over tot de strijd, Wezel, Buderich, Rheinberg, Orsoy, Emmerik en Rees worden in enkele dagen ingenomen. Daarna arriveerden de verenigde Franse en Keulse troepen in Dorsten in Münsterland. Ze wilden meteen door naar de IJssel. Von Galen drong erop aan dat eerst Groenlo moest worden belegerd, en vroeg daarbij nog hulp van enkele compagnieën Fransen en Keulsen. De bisschop had met de versterkingen uit Frankrijk en Keulen zijn leger op een sterkte van 25.000 man gebracht voordat hij Overijssel en Gelderland binnenviel.

## Belegering

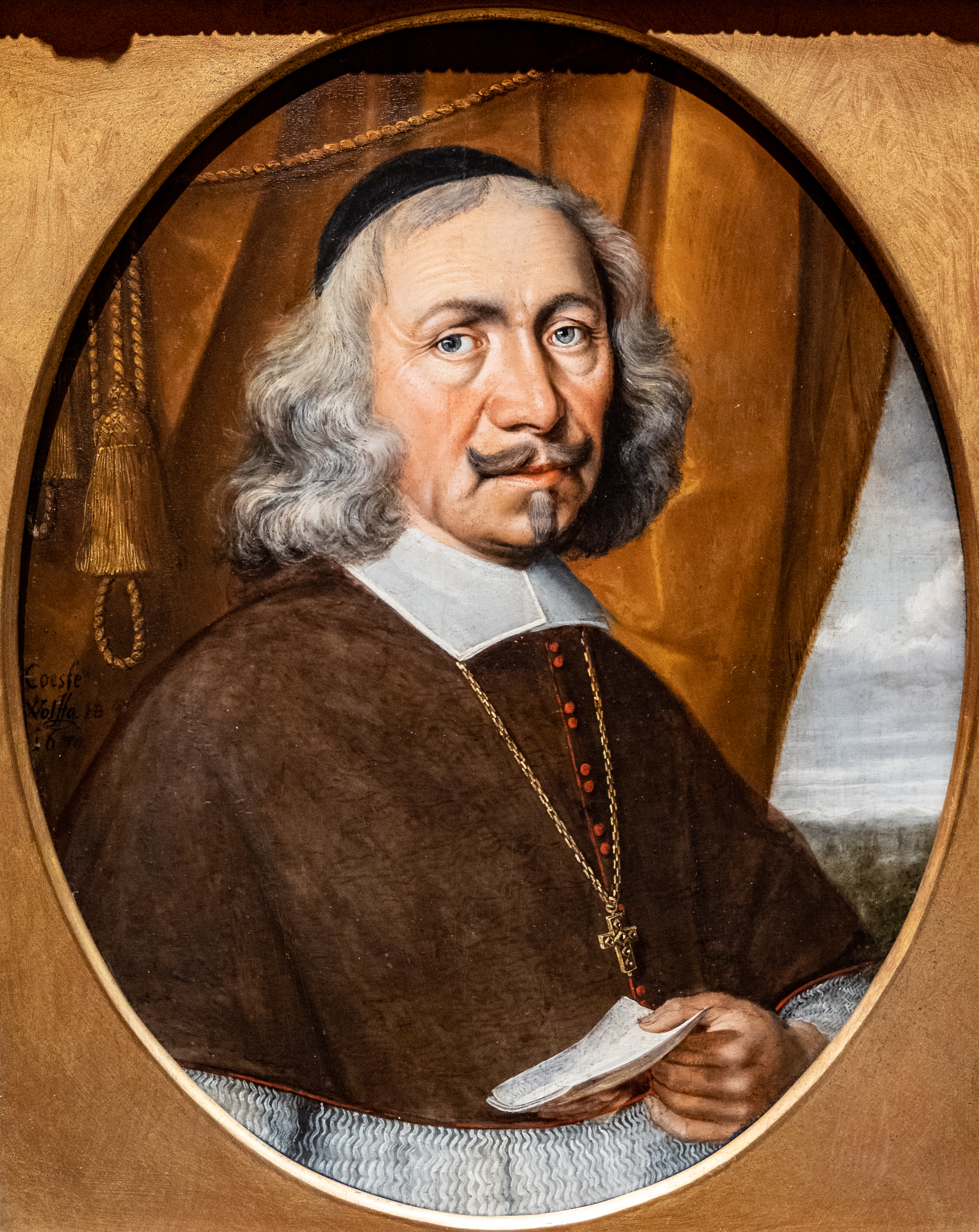
Bernhard von Galen door Wolfgang Heimbach

Op 3 juni begonnen de Münstersen rondom Groenlo te approcheren en was Van Galen uit het Zwilbrock gekomen, waar hij daags tevoren kerkelijke plechtigheden had gevolgd. Hij liet acht mortieren voor Groenlo plaatsen waarmee tweehonderdenzeventachtig bommen in de stad geworpen werden. In Groenlo werden voor het eerst een nieuw type brandbommen gebruikt, voorzien van ijzeren karkassen, deze waren gemaakt met een geraamte of karkas van ijzeren banden en een smeedijzeren bodem omgeven met een zak van linnen. Ze hadden een ovale vorm en waren gevuld met pek, olie en buskruit Groenlo schoot terug met alles wat schieten kon, zij troffen daarbij een batterij met daarachter een kar voorzien van negentien kruitvaten. De knal was zo heftig dat de aanvallers aan de andere kant van Groenlo juichten. (Daar dacht men dat de Münstersen het kruitmagazijn van Groenlo had getroffen). Niemand raakte gewond bij de explosie. Het mocht niet baten voor de schrikachtige burgerij die in paniek raakte van de luidruchtige bommen van Van Galen. Daarnaast zag de bevolking van Groenlo de stad Münster nauwelijks als een "buitenland", mogelijk voelden zij zich zelfs meer verwant aan deze buren dan aan de Hollanders. (Het merendeel van de burgers was immers al katholiek) In de avond van 9 juni capituleerde Groenlo. In de nacht werd een overeenkomst gesloten. Burgers mochten vrij hun geloof blijven uitoefenen, kregen vrijstelling van plundering, de stad behield haar rechten, wie niet wilde blijven mocht vertrekken mits zij hun bezittingen verkochten, diegenen die niet langer de Staten wilden dienen mochten in dienst bij de Münstersen. Tongel weigerde echter de sleutels te geven, burgers moesten deze op 9 juni uit zijn handen rukken, zodat ze de volgende morgen op 10 juni uitgereikt konden worden aan von Galen.

## Nasleep
Von Galen liet zichzelf als nieuwe bevelhebber in Groenlo plaatsen. Grol wist zich echter tijdens het beleg in 1672 hevig in aantal overtroffen en moest zich overgeven aan de belegeraars. De vereende legers trokken daarna verder naar Bredevoort en Lochem en Deventer om deze en andere steden in te nemen, onderdeel van het Rampjaar voor de Republiek, 1672. De belangrijkste Grolse vestingwerken werden na de inname door de Bisschop van Münster ontmanteld. Von Galen liet deze opblazen zodat Groenlo een open stad werd en niet meer te verdedigen viel. In 1674, na twee jaar bezetting, verliet de Münsterse legermacht de stad.
1580: Inname van Groenlo door Rennenberg · 
1595: Maurits I · 
1597: Maurits II · 
1606: Spinola en Maurits III · 
1627: Frederik Hendrik · 
1672: Bernhard von Galen